# Katie Goldman
Katie Goldman (5 de julio de 1992) es una deportista australiana que compitió en natación. Ganó tres medallas en el Campeonato Pan-Pacífico de Natación de 2010, plata en 400 m libre y 4 × 200 m libre y bronce en 800 m libre.

## Palmarés internacional
| Campeonato Pan-Pacífico | Campeonato Pan-Pacífico | Campeonato Pan-Pacífico | Campeonato Pan-Pacífico |
| Año                     | Lugar                   | Medalla                 | Prueba                  |
| ----------------------- | ----------------------- | ----------------------- | ----------------------- |
| 2010                    | Irvine (Estados Unidos) | Medalla de plata        | 400 m libre             |
| 2010                    | Irvine (Estados Unidos) | Medalla de plata        | 4 × 200 m libre         |
| 2010                    | Irvine (Estados Unidos) | Medalla de bronce       | 800 m libre             |